# Shahba
Shahba (en árabe شهبا) es una ciudad de Siria, localizada a 87 km al sur de Damasco en el Jabal el Druze de la Gobernación de As-Suwayda y que durante el Imperio romano perteneció a la provincia de Arabia Pétrea.

## Historia romana
El asentamiento del oasis, llamada Shahba, habría sido la aldea natal de Filipo el Árabe. Después de que Filipo se convirtiese en emperador de Roma en el año 244, se dedicó a la reconstrucción de la pequeña comunidad como una colonia romana. La comunidad de esa época, que fue reemplazada por nuevas construcciones, era tan insignificante que un autor señalaba que la ciudad podía considerarse que hubiera sido construidas sobre suelo virgen, siendo la última de las ciudades romanas fundada en el Este.
La ciudad pasó a llamarse Philippopolis en honor del emperador, de quien se decía que quería convertir a su ciudad natal en una réplica de la misma Roma. Un templo hexagonal y un lugar de adoración al aire libre de estilo local, llamado kalybe, un arco de triunfo, termas, un riguroso teatro sin ornamentación con bloques de basalto, una gran estructura que ha sido interpretada como una basílica y el Filipeion (Philippeion)  rodeado por una gran muralla con puertas ceremoniales. Su trazado y construcción se planeó en forma de rejilla, típica ciudad romana (planta rectangular, con dos calles principales que se cruzan en ángulo recto). 
Las estructuras públicas formaban lo que Arthur Segal llamaba una especie de "fachada de importación". El resto de la arquitectura urbana era modesta y vernácula. La ciudad nunca fue terminada puesto que la construcción se detuvo abruptamente después de la muerte de Filipo en el 249.
La nueva ciudad siguió la planta romana de cuadrícula muy regular, con las principales calles Cardus Maximus y Decumanus Maximus columnadas en ángulo recto, cerca del centro, las calles menores estaban delimitadas por insulae, muchas de las cuales nunca llegaron a ser construidas sobre las inicialmente previstas.
Debido a que estaba lejos de núcleos de población que hubiesen requerido piedras para su construcción y que hubiesen podido obtenerlas de la abandonada Philippopolis, Shahba ha conseguido preservar muy bien las antiguas ruinas romanas de la ciudad.
Un museo, en la propia ciudad exhibe bellos ejemplos de mosaicos romanos, sobre todo por su rica iconografía de los mosaicos figurativos sobre el tema de la Gloria de la Tierra, descubiertos en 1952 en la llamada "Maison Aoua"  y que hoy en día se conservan en el Museo de Damasco y lugar de estudio para los iconógrafos.
Un relativamente en buen estado de conservación puente romano, el puente de Nimreh se encuentra en sus inmediaciones.